# Casper Ruud
Casper Ruud (Bærum, 22 de desembre de 1998) és un tennista professional noruec.
En el seu palmarès destaquen vuit títols individuals del circuit ATP i haver estat finalista en el Roland Garros l'any 2022.
És fill de l'extennista Christian Ruud.

## Torneigs de Grand Slam

### Individual: 3 (0−3)
| Resultat  | Núm. | Any  | Torneig           | Oponent        | Marcador              |
| --------- | ---- | ---- | ----------------- | -------------- | --------------------- |
| Finalista | 1.   | 2022 | Roland Garros     | Rafael Nadal   | 3−6, 3−6, 0−6         |
| Finalista | 2.   | 2022 | US Open           | Carlos Alcaraz | 4−6, 6−2, 6−7(1), 3−6 |
| Finalista | 3.   | 2023 | Roland Garros (2) | Novak Đoković  | 6−7(1), 3−6, 5−7      |

## Palmarès

### Individual: 25 (13−12)
| Llegenda                          |
| --------------------------------- |
| Grand Slams (0−3)                 |
| ATP Finals (0−1)                  |
| ATP World Tour Masters 1000 (1−2) |
| ATP World Tour 500 (1−2)          |
| ATP World Tour 250 (11−4)         |

| Títols per superfície |
| --------------------- |
| Dura (1−6)            |
| Gespa (0−0)           |
| Terra batuda (12−6)   |

| Resultat  | Núm. | Data                   | Torneig                  | Superfície   | Oponent             | Marcador              |
| --------- | ---- | ---------------------- | ------------------------ | ------------ | ------------------- | --------------------- |
| Finalista | 1.   | 14 d'abril de 2019     | Marràqueix, Marroc       | Terra batuda | Christian Garín     | 6−7(4), 6−4, 3−6      |
| Guanyador | 1.   | 16 de febrer de 2020   | Buenos Aires, Argentina  | Terra batuda | Pedro Sousa         | 6−1, 6−4              |
| Finalista | 2.   | 1 de març de 2020      | Santiago, Xile           | Terra batuda | Thiago Seyboth Wild | 5−7, 6−4, 3−6         |
| Guanyador | 2.   | 22 de maig de 2021     | Ginebra, Suïssa          | Terra batuda | Denis Shapovalov    | 7−6(6), 6−4           |
| Guanyador | 3.   | 18 de juliol de 2021   | Båstad, Suècia           | Terra batuda | Federico Coria      | 6−3, 6−3              |
| Guanyador | 4.   | 25 de juliol de 2021   | Gstaad, Suïssa           | Terra batuda | Hugo Gaston         | 6−3, 6−2              |
| Guanyador | 5.   | 31 de juliol de 2021   | Kitzbühel, Àustria       | Terra batuda | Pedro Martínez      | 6−1, 4−6, 6−3         |
| Guanyador | 6.   | 3 d'octubre de 2021    | San Diego, Estats Units  | Dura         | Cameron Norrie      | 6−0, 6−2              |
| Guanyador | 7.   | 13 de febrer de 2022   | Buenos Aires (2)         | Terra batuda | Diego Schwartzman   | 5−7, 6−2, 6−3         |
| Finalista | 3.   | 3 d'abril de 2022      | Miami, Estats Units      | Dura         | Carlos Alcaraz      | 5−7, 4−6              |
| Guanyador | 8.   | 21 de maig de 2022     | Ginebra (2)              | Terra batuda | João Sousa          | 7−6(3), 4−6, 7−6(1)   |
| Finalista | 4.   | 5 de juny de 2022      | Roland Garros, França    | Terra batuda | Rafael Nadal        | 3−6, 3−6, 0−6         |
| Guanyador | 9.   | 24 de juliol de 2022   | Gstaad (2)               | Terra batuda | Matteo Berrettini   | 4−6, 7−6(4), 6−2      |
| Finalista | 5.   | 11 de setembre de 2022 | US Open, Estats Units    | Dura         | Carlos Alcaraz      | 4−6, 6−2, 6−7(1), 3−6 |
| Finalista | 6.   | 20 de novembre de 2022 | ATP Finals, Torí, Itàlia | Dura (i)     | Novak Đoković       | 5−7, 3−6              |
| Guanyador | 10.  | 9 d'abril de 2023      | Estoril, Portugal        | Terra batuda | Miomir Kecmanovic   | 6−2, 7−6(3)           |
| Finalista | 7.   | 11 de juny de 2023     | Roland Garros (2)        | Terra batuda | Novak Đoković       | 6−7(1), 3−6, 5−7      |
| Finalista | 8.   | 23 de juliol de 2023   | Båstad                   | Terra batuda | Andrei Rubliov      | 6−7(3), 0−6           |
| Finalista | 9.   | 24 de febrer de 2024   | Los Cabos, Mèxic         | Dura         | Jordan Thompson     | 3−6, 6−7(4)           |
| Finalista | 10.  | 2 de març de 2024      | Acapulco, Mèxic          | Dura         | Alex de Minaur      | 4−6, 4−6              |
| Finalista | 11.  | 14 d'abril de 2024     | Montecarlo, Mònaco       | Terra batuda | Stéfanos Tsitsipàs  | 1−6, 4−6              |
| Guanyador | 11.  | 21 d'abril de 2024     | Barcelona, Espanya       | Terra batuda | Stéfanos Tsitsipàs  | 7−5, 6−3              |
| Guanyador | 12.  | 26 de juny de 2024     | Ginebra (3)              | Terra batuda | Tomáš Macháč        | 7−5, 6−3              |
| Finalista | 12.  | 9 de febrer de 2025    | Dallas, Estats Units     | Dura (i)     | Denis Shapovalov    | 6−7(5), 3−6           |
| Guanyador | 13.  | 4 de maig de 2025      | Madrid, Espanya          | Terra batuda | Jack Draper         | 7−5, 3−6, 6−4         |

## Trajectòria

### Individual
| Open d'Austràlia | A   | Q3  | 2R  | Q1    | 1R    | 4R    | A     | 2R | 3R | 0 / 5    | 7 – 5    |
| Roland Garros | A   | Q2  | 2R  | 3R    | 3R    | 3R    | F     | F  |    | 0 / 6    | 18 – 6   |
| Wimbledon | A   | A   | Q1  | 1R    | NC    | 1R    | 2R    | 2R |    | 0 / 4    | 2 – 4    |
| US Open | A   | Q2  | 1R  | 1R    | 3R    | 2R    | F     | 2R |    | 0 / 6    | 10 – 6   |
| ATP Finals | A   | A   | A   | A     | A     | SF    | F     | A  |    | 0 / 2    | 5 – 4    |
| Total Victòries–Derrotes                                                                                                   | 2−3 | 7−9 | 8−9 | 23−19 | 22−13 | 57−17 | 51−22 |    |    | 170 – 92 | 170 – 92 |
| Rànquing a final d'any | 225 | 139 | 112 | 54    | 27    | 8     | 3     |    |    |          |          |
| Llegenda: G: Guanyador; F: Finalista; SF: Semifinalista; QF: Quarts de final; Q: Qualificació; A: Absent; RR: Round Robin; |     |     |     |       |       |       |       |    |    |          |          |